# Moviment d'Escoles Mallorquines
Moviment d'Escoles Mallorquines és un moviment nascut a Palma (Mallorca) el 1984 per iniciativa de la CENC (Comissió per a l'Ensenyament i la Normalització del Català) i com a resposta a les inquietuds de moltes de mestres i mestres d'aleshores que estimaven la llengua i la cultura pròpies de les Illes Balears i que tenien un objectiu comú: l'ensenyament en català a totes les escoles de les Illes. És format per tots els centres escolars que fan l'ensenyament en català. El primer lema fou l'ensenyament en català per tot arreu.
Cada any organitzen una trobada, la primera fou a Lluc, on hi participen professors, pares i alumnes. El 1987 va rebre un dels Premis 31 de desembre de l'OCB.